# فرودگاه ددوگوو
فرودگاه ددوگوو (به انگلیسی: Dedougou Airport) یک فرودگاه با کد یاتا DGU است . این فرودگاه در شهر ددوگوو کشور بورکینافاسو قرار دارد .